# 今治市玉川近代美術館
今治市玉川近代美術館（いまばりしたまがわきんだいびじゅつかん）は、愛媛県今治市玉川町にある美術館。主に洋画が展示されているが、彫刻などの作品も展示されている。別名は徳生（とくせい）記念館である。

## 概要
名誉市民で実業家の徳生（とくせい）忠常の寄付によって作られた美術館で、1986年12月に越智郡玉川町に開館、当時は玉川町立玉川近代美術館であった。2005年に今治市に合併され今治市玉川近代美術館となる。

地元の画家だけでなく黒田清輝や松本竣介など近代に活躍した日本の画家、パブロ・ピカソやサルバドール・ダリなどの海外の画家の作品も展示されている。

## 主な所蔵品

### 絵画
- 歌川広重 『東海道五拾三次(狂歌入) 全56枚』
- 黒田清輝 『雪の庭』
- 古賀春江 『風景｢熊本城をモティーフとせる」』
- 藤田嗣治 『ヤングガール』・『婦人像』・『猫』
- 前田寛治 『裸婦』･『１３歳の肖像』
- 松本竣介 『Ｂ婦人像』･『母と子』･『子供』･『婦人』･『構図』
- アンディー・ウォーホル　『マリリン・モンロー』・『マルクス兄弟』
- ポール・ゴーギャン 『カイユ工場とグルネル河岸･パリ』
- ポール・シニャック 『荷揚げ中の伝馬船』
- マルク・シャガール 『茶色の馬』・『祈りを捧げるヨブ』・『羊飼いと海』
- サルバドール・ダリ 『トランプ賭博気質』･『ポモナ･秋』
- パブロ・ピカソ 『コップと赤小蕪』･『闘牛士』･『横たわる裸婦』

### 彫刻
- 朝倉響子 『ＳＵＭＭＥＲ』
- サルバドール・ダリ 『シュルレアリスムの眼』

### その他
- 『伊予国奈良原山経塚出土品』一括（国宝:考古資料、所有者:奈良原神社）[4]

## アクセス
- 瀬戸内運輸（バス）大野停留所から徒歩約3分

## 周辺
- 今治市役所玉川支所
- 今治市玉川福祉センター
- 玉川郵便局
- Aコープ玉川